# ATLAS (język programowania)
ATLAS to specjalizowany język programowania przeznaczony do pracy w systemach pomiarowych, testowych i laboratoryjnych.
Źródła podają dwie interpretacje tej nazwy:
- Abbreviated Test Language for Avionic System
- Abbreviated Test Language for ALL System.

Pierwsza z podanych nazw jednoznacznie wskazuje na początkowe przeznaczenie języka. Jednak rozwój systemów i wdrożenie tego języka w kolejnych dziedzinach naukowo-technicznych spowodowało rozszerzenie zakresu jego stosowania, a tym samym przemianowanie oddające trend w jego zastosowaniach.
Język charakteryzuje się dużymi możliwościami dokumentacyjnymi, uwzględniającymi konieczność tworzenia dokumentacji zrozumiałej na forum międzynarodowym.
Przykład prostego zlecenia:
```
 ø ø 5 PROG DC 3 TO 9 VOLTS PINS 6,8,12 $
 
 5 : numer instrukcji
 PROG DC 3 : z zasilacza programowego nr 3
 TO 9 VOLTS : napięcie stałe 9V
 PINS 6, 8, 12 : ma zostać przyłożone do zacisków numer 6,8,12
 $ : koniec instrukcji
```